# Dan Vado

Dan Vado (né le 9 septembre 1959) est un éditeur et scénariste de bande dessinée américain. Fondateur de Slave Labor Graphics en 1986, il est également à l'origine de l’Alternative Press Expo. Il a reçu un prix Inkpot en 2007.

## Biographie
Dan Vado naît le 9 septembre 1959. Il fonde la maison d'édition Slave Labor (SLG) en 1986. Les premiers comics qu'il publie sont ceux de ses amis, dont certains le sont depuis le lycée.
Il est aussi scénariste de comics et a écrit Barabbas (Mirage Studios), Batman: Legends of the Dark Knight (DC Comics), Bill The Clown (Slave Labor), Extreme Justice (DC), Haunted Mansion (Slave Labor), Hero Sandwich (Slave Labor), Justice League America (DC), et Universal Monsters: Dracula (Dark Horse Comics). Il a aussi créé le festival Alternative Press Expo, l'un des premiers consacrés aux comics alternatifs et aux auto-éditeurs.

## Récompenses
Vado a reçu un prix Inkpot en 2007.